# Serra de Llats
La Serra de Llats, també anomenada, en alguns mapes, Serreta de Casesnoves, és una serra situada en el terme municipal de la Vall de Boí, a la comarca de l'Alta Ribagorça, i dins de la zona perifèrica del Parc Nacional d'Aigüestortes i Estany de Sant Maurici.
El seu nom prové del llatí: «de latus, -eris, lateral, per la situació geogràfica».
L'extrem occidental es troba per damunt de la Portella Negra, al seu SE, i s'estén direcció est-sud-est, cap al Tuc de la Comamarja (2.562,1 m); sent aquest pic l'enllaç amb la Serra de Casesnoves. Separa la Vall de Sant Nicolau al nord, de la Vall de Sant Martí al sud. Als peus del seu vessant meridional es troben el poble de Taüll i el Pla de l'Ermita. La seva alçada fluctua entre uns 2.175 en el seu extrem occidental i els 2.562,1 metres de l'extrem oriental.